# Parentignat
Parentignat ist eine französische Gemeinde mit 481 Einwohnern (Stand: 1. Januar 2022) im Département Puy-de-Dôme in der Region Auvergne-Rhône-Alpes (vor 2016 Auvergne). Sie gehört zum Arrondissement Issoire und zum Kanton Brassac-les-Mines. 

## Geographie
Parentignat liegt etwa 30 Kilometer südsüdöstlich von Clermont-Ferrand am Allier und seinem Nebenfluss Eau Mère, in der hier auch der Ailloux einmündet. Umgeben wird Parentignat von den Nachbargemeinden Orbeil im Norden und Nordwesten, Brenat im Norden und Nordosten, Varennes-sur-Usson im Osten, Saint-Rémy-de-Chargnat im Südosten, Les Pradeaux im Süden, Le Broc im Südwesten sowie Issoire im Westen und Nordwesten.

## Bevölkerungsentwicklung
| Jahr                       | 1962 | 1968 | 1975 | 1982 | 1990 | 1999 | 2006 | 2013 |
| Einwohner                  | 397  | 342  | 378  | 388  | 398  | 492  | 489  | 490  |
| Quellen: Cassini und INSEE |      |      |      |      |      |      |      |      |

## Sehenswürdigkeiten
- Kirche Saint-Pierre
- Schloss Parentignat aus dem 18. Jahrhundert, seit 1972 Monument historique
- Brücke über den Allier (in Nutzung 1831 bis 1976), Monument historique seit 1975

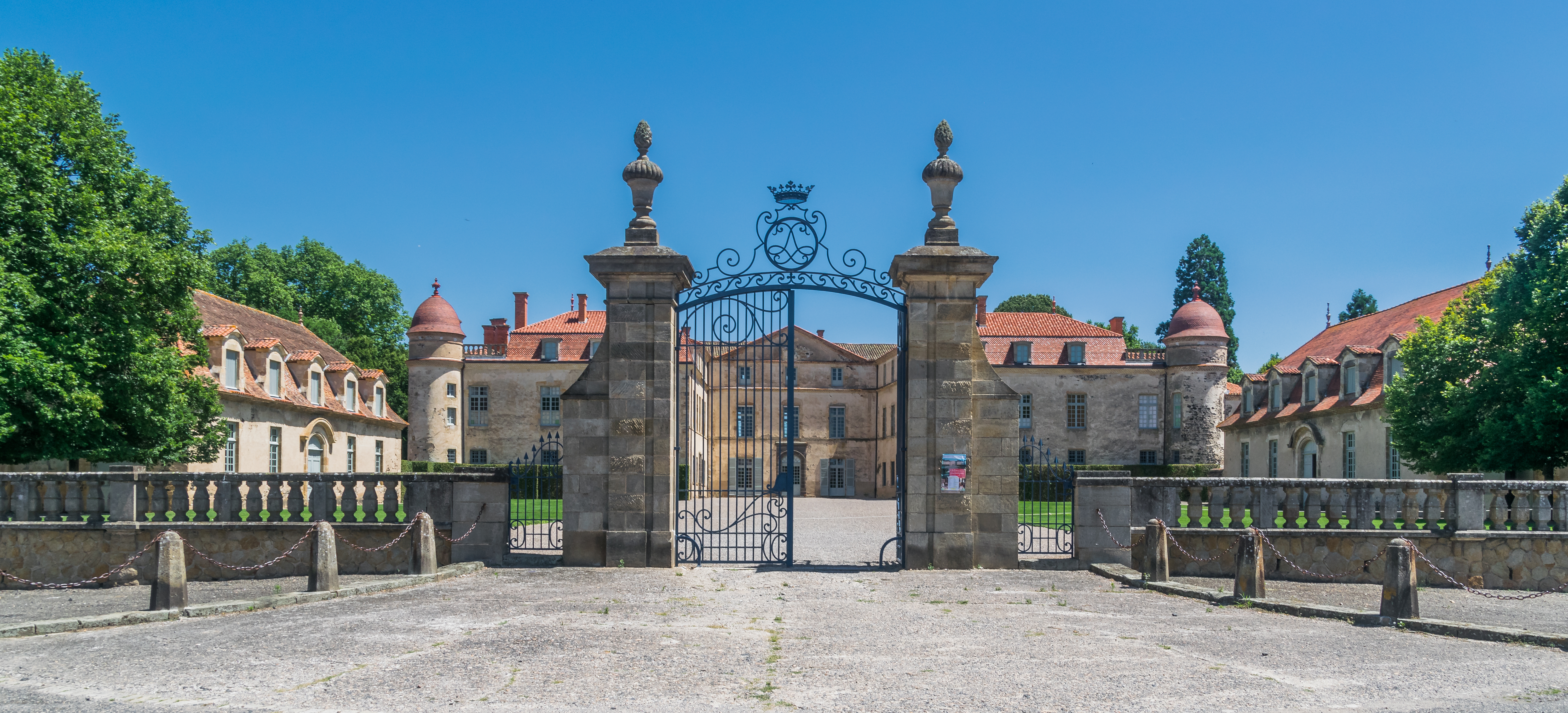
Schloss Parentignat
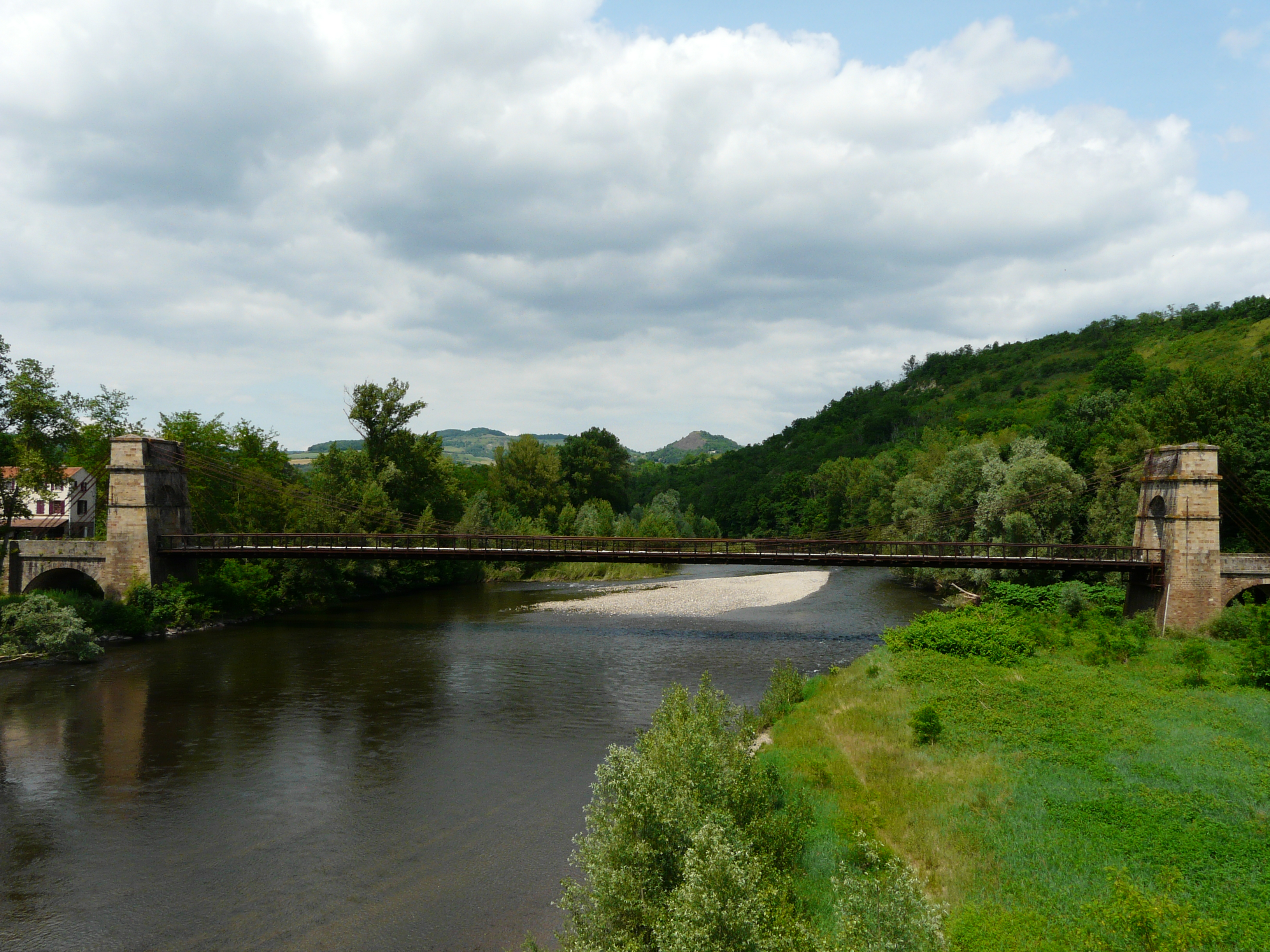
Hängebrücke über den Allier